# La locanda rossa
La locanda rossa (L'Auberge rouge) è un cortometraggio muto del 1910 diretto da 
Camille de Morlhon.

## Produzione
Il film fu prodotto dalla Pathé Frères (con la sigla S.C.A.G.L.).
La sceneggiatura, firmata da Abel Gance, è l'adattamento cinematografico del racconto L'albergo rosso (L'Auberge rouge) di Honoré de Balzac. La storia verrà ripresa da Jean Epstein con un film dallo stesso titolo, L'Auberge rouge del 1923.

## Distribuzione
Distribuito dalla Pathé Frères, uscì nelle sale cinematografiche francesi nel 1910 con il titolo originale, tratto dal racconto di Balzac, L'Auberge rouge. In Italia fu distribuito come La locanda rossa e, internazionalmente, è conosciuto con il titolo inglese The Red Inn.